# Dianthus lumnitzeri
Dianthus lumnitzeri is een plant uit de anjerfamilie (Caryophyllaceae).

## Taxonomische geschiedenis
De naam werd door Johann Baptist Wiesbaur (1836-1906) gepubliceerd in Botanisches Centralblatt 26 (1886): 85. In de protoloog blijkt dat de soort door István (Stephan) Lumnitzer (1750-1806) in zijn Flora Posoniensis (1791) p. 176, no. 418 werd aangezien voor Dianthus virgineus L. (D. virgineus auct. non L.: Lumn.). Stephan Endlicher noemde dezelfde planten echter bijna veertig jaar later Dianthus plumarius L. in zijn versie van Flora Posoniensis (1830) (D. plumarius auct. non L.: Endl.). Door August Neilreich werden ze als D. plumarius α saxatilis, een variëteit, benoemd in zijn Flora von Nieder-Österreich (1859). Uit de locatie (de berg Kobel bij Devín en de tegenoverliggende Braunsberg bij Hainburg an der Donau) en de beschrijving concludeerde ook Wiesbaur dat het om een ander taxon moest gaan dan het door Lumnitzer en Endlicher genoemde. Hij kende het taxon ten slotte de status van soort toe en gaf die de naam Dianthus lumnitzeri. De status als soort is nog onzeker. Het taxon wordt tegenwoordig vaak als ondersoort (subsp. lumnitzeri) van een soort uit de plumarius-groep gezien. Als het als een variëteit wordt beschouwd, dan is de geldige naam var. saxatilis.

## Verspreiding
De soort komt voor in de Westelijke Karpaten in Slowakije, de Tsjechië, Hongarije en Oostenrijk.
... · 
D. acicularis ·  
D. alpinus (Alpenanjer) ·  
D. armeria (Ruige anjer) ·  
D. barbatus (Duizendschoon) ·  
D. callizonus ·  
D. carthusianorum (Kartuizer anjer) ·  
D. caryophyllus (Tuinanjer) ·  
D. chinensis (Chinese anjer) ·  
D. deltoides (Steenanjer) ·  
D. gratianopolitanus (Rotsanjer) ·  
D. hypanicus ·  
D. lumnitzeri ·  
D. plumarius (Grasanjer) ·  
D. sternbergii ·  
D. superbus (Prachtanjer) ·  
D. sylvestris (Bosanjer) ·    
...